# 叔牙
叔牙（しゅくが、生年未詳 - 前662年）は、魯の公子、政治家。第15代君主桓公の三男。姓は姫、諱は牙、諡は僖。魯の実質的実権を握った三桓氏の内の叔孫氏の祖。僖叔と呼ばれる。

## 生涯
魯（現：中国山東省南部）の第15代君主桓公の三男として生を受け、嫡兄で第16代君主荘公の重臣となり、他の兄弟の慶父・季友と共に代々三桓氏として魯の実権を握った。しかし、華やかな経歴が伝わる慶父や季友と違い、慶父と親しかったことや最期の場面を除いて、叔牙の逸話は大変乏しい。
前662年、当時危篤だった荘公の後継として、叔牙は次兄の慶父を擁立する動きを見せるが、公子斑を薦める季友に、子孫の無事と引き換えに自害を迫られる。機先を制せられたことを悟った叔牙は観念し、毒酒を飲んで自害した。
死後、「僖」を諡され、僖叔と呼ばれる。叔牙の子孫は季友の約束どおり咎めは受けず、三桓氏の一つである叔孫氏として隆盛を誇った。